# Domenico Barrile
Domenico Barrile (Montevago, 18 luglio 1949) è un politico italiano.

## Biografia
Residente a Sambuca di Sicilia (Ag).
Alle Elezioni Politiche del 21 aprile 1996 fu eletto al Senato della Repubblica in quota PDS avendo raccolto con la coalizione dell'Ulivo 50978 voti nel collegio uninominale di Sciacca.